# 罗萨·玛丽亚·奥尔蒂斯
罗萨·玛丽亚·奥尔蒂斯·里奥斯（西班牙語：Rosa María Ortiz Ríos，1955年9月9日—2020年9月20日），女，秘鲁政治人物，前能源和矿业部长。

## 生平
她毕业于秘鲁天主教大学法律系，长期从事律师工作。1999年，她担任能源和矿业投资监管机构法律顾问。2007年至2008年，她担任利马大都会交通运输局法律咨询办公室主任。2012年7月至12月，担任秘鲁石油公司总裁。2013年担任秘鲁共和国总统府顾问委员会委员。2013年12月至2015年2月，担任国家可持续投资环境认证服务中心主任。2015年2月至2016年7月，她出任秘鲁能源和矿业部长。2020年9月20日逝世。